# Concorde Capital
Concorde Capital — украинская инвестиционная компания (ИК), созданная бизнесменом Игорем Мазепой в 2004 году. 

## Брокерская деятельность
2005—2008 гг. — ИК Concorde Capital входит в ТОП-5 торговцев акциями на ПФТС, лидирующей в то время торговой площадке на украинском фондовом рынке.
С 2009 г. Concorde Capital — один из крупнейших операторов на Украинской бирже, акционером которой является. В 2011 году занимает 18 место на спотовом рынке УБ, в рейтинг торгов на срочном рынке не входит, в рейтинг по количеству клиентов не входит.
11 июня 2015 на официальном сайте Concorde Capital появилась новость, что Concorde Private Equity создаёт компанию, которая будет предоставлять брокерские услуги на рынке форекс, для чего Concorde Private Equity заключил соглашение с компанией Forex Trend Limited о льготных условиях для прежних клиентов. 7 октября 2015 года появлялись новость о начале работы нового брокера PrivateFX.
В 2016 инвестиционная компания Concorde Capital заняла первое место в номинации Cbonds Awards CIS – 2016 «Лучший sales-трейдер на рынке Украины».

## Аналитика
Согласно рэнкингу Extel Survey (одно из подразделений Thomson Reuters), аналитическое подразделение Concorde Capital признано лучшим по Украине в 2007 и 2008 годах, входит в ТОП-3 сильнейших аналитических команд по Украине в 2009 году.
В 2016 году ИК Concorde Capital заняла первое место в рэнкинге Extel Survey в номинации «Украина: аналитика» (Ukraine: country research) составленому по результатам опроса международных хедж-фондов, балансов фондов и публичных компаний.

## Обвинения в нарушении законодательства США
В августе 2015 года Комиссия по ценным бумагам и биржам США (SEC) сообщила о подаче иска в окружной суд Ньюарка против двух украинских хакеров, на протяжении 5 лет (с 2010 по 2014 годы) получавших подготовленную на сервисах корпоративных новостей информацию до её обнародывания — от нескольких часов, до нескольких дней. Иск касался ещё 32 лиц и компаний из США, России, Украины, Мальты, Кипра, Франции, которые, возможно, использовали полученную хакерами информацию для проведения биржевых операций на Нью-Йоркской фондовой бирже (NYSE), что, по мнению SEC, позволило суммарно получить более 100 миллионов долларов незаконной прибыли. Комиссия просила суд взыскать незаконную прибыль и наложить штрафы.
В феврале 2016 года SEC сообщила, что в рамках дела о краже новостной информации компания Concorde Bermuda Ltd., которая среди прочих могла при торговле использовать украденную хакерами информацию и которую считают связанной с Concorde Capital, не отвергая и не признавая утверждений судебного иска, согласилась выполнить судебное решение, которое обвиняет Concorde Bermuda Ltd. в нарушении американских Закона о торговле ценными бумагами и Закона о ценных бумагах, и предписывает выплатить в доход государства 4,2 миллиона долларов незаконно полученной прибыли. Дополнительных санкций (штрафов или иных ограничений) в решении не было.